# Пронурок рудогорлий
Пронурок рудогорлий (Cinclus schulzii) — вид горобцеподібних птахів родини пронуркових (Cinclidae).

## Поширення
Ареал виду обмежений Південною Юнгою — регіоном, що лежить на півдні Болівії (департаменти Тариха, Чукісака) та північному заході Аргентини (провінції Жужуй, Сальта, Тукуман, Катамарка). Загальна чисельність виду оцінюється у 3-4 тис. птахів.

## Опис
Птах завдовжки 14-15 см, вагою до 39 г. Основне оперення сірого забарвлення. Горло і верхня частина грудей рожево-помаранчевого кольору. Крила та хвіст темно-коричневого кольору. Махові світло-сірого забарвлення. Черево темно-сіре.

## Спосіб життя
Мешкає у горах поруч з стрімкими річками. Взимку мігрує у нижчі широти. Тримається швидкоплинних річок з прозорою водою та кам'янистим дном. Трапляється поодинці, рідше попарно. Живиться комахами та дрібними безхребетними. Моногамні птахи, розмножуються у період з вересня по січень. Гніздо кулеподібної форми будує саимця між скелями поблизу води. У гнізді 2-3 яйця. Насиджує самиця. Інкубація триває два тижня. Пташенята народжуються сліпі та голі. Самиця вигріває потомство ще два тижні. В цей час самець годує і самицю, і потомство. Згодом, ще десять днів пташенят годують обидва партнери, поки ці не стануть самостійними.